# Alex Baroni
Pour les articles homonymes, voir Baroni.
Alex Baroni (né Alessandro Guido Baroni à Milan le 22 décembre 1966 et mort à Rome le 13 avril 2002) est un chanteur italien de blue-eyed soul actif de 1994 à 2002. Il a sorti quatre albums au cours de sa vie. Après sa mort en 2002, un cinquième disque posthume, un album hommage, et deux autres collections (dont une double, contenant tous deux des documents inédits et ses plus grandes chansons) ont été publiés.

## Biographie
Né à Milan en 1966, Alex  Baroni parallèlement à des études de chimie, commence à chanter comme choriste avec Francesco Baccini, Ivana Spagna et Rossana Casale. Il accompagne Eros Ramazzotti en tournée. Celui-ci lui produit Metrica, son premier album. En 1997, il participe à Sanremo Giovani, où il remporte le prix décerné par le jury de la qualité.
En 1998 il participe à nouveau au festival de Sanremo dans la catégorie « Big » avec la chanson Sei tu o lei (album Quello che voglio).
Le 19 mars 2002, Alex Baroni est admis à l'hôpital Santo Spirito après un accident de moto sur le périphérique, renversé par une voiture.
En coma depuis, il meurt à Rome le 13 avril 2002 à l'âge de 35 ans.

## Discographie partielle
- Fuorimetrica (1994, DDD)
- Alex Baroni (1997, Ricordi)
- Hercules de Disney - Bande originale italienne (1997, Wonderland Music Company)
- Quello che voglio (1998, Ricordi)
- Onde - International Album (1998, Ricordi ; album de compilation destiné à l'exportation uniquement, comprenant des morceaux extraits des albums Alex Baroni et Quello che voglio).
- Ultimamente (1999)
- Semplicemente - Dual Disc: CD / DVD (CD 2002 - CD / DVD 2006, Ricordi)
- C'è di più (2004, Ricordi)
- Alex (Tributo et Alex Baroni) (2006, Musique Azzurra)
- Collection Alex Baroni (2007, Ricordi / Sony Music / BMG)